# Pierre Destrebecq

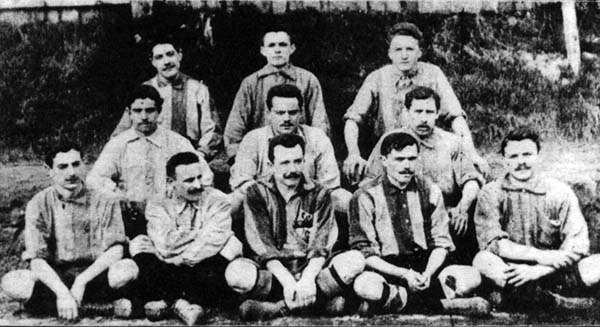
Pierre Destrebecq (zittend, tweede van rechts

Pierre Joseph Destrebecq (18 juni 1881 te Sint-Jans-Molenbeek - 7 december 1945 Anderlecht) was een Belgisch voetballer die speelde als aanvaller. Hij voetbalde in Eerste klasse bij Union Sint-Gillis en Racing Club Brussel en speelde zeven interlandwedstrijden met het Belgisch voetbalelftal.

## Loopbaan

### Competitie
Destrebecq debuteerde als aanvaller in het eerste elftal van US Bruxelloise. In 1901 werd hij aangetrokken door Union Sint-Gillis dat net gepromoveerd was naar Eerste klasse. Destrebecq verwierf er al spoedig een basisplaats en werd met de ploeg driemaal landskampioen (1904, 1905 en 1906).
Hierna verliet Destrebecq Union. Hij ging bij Racing Club Brussel spelen, dat in 1908 landskampioen werd. Op dat moment zette Destrebecq een punt achter zijn voetbalcarrière op het hoogste niveau. In totaal speelde hij 81 wedstrijden in Eerste klasse en scoorde hierbij 30 doelpunten.
Destrebecq besloot zijn carrière in zijn eigen gemeente RSC Anderlecht, dat in 1910 net aangesloten was bij de KBVB en de competitie mocht aanvangen op provinciaal niveau. Met Destrebecq wist Anderlecht haar eerste grote transfer binnen te halen. Hij bleef er nog één seizoen voetballen en stopte in 1911 definitief na 21 doelpunten in negentien wedstrijden.Hij zal ook de eerste trainer worden van het elftal.

### Nationaal elftal
Destrebecq speelde mee in de allereerste wedstrijd van het Belgisch voetbalelftal op 1 mei 1904 te Brussel, en maakte één doelpunt. In totaal speelde hij zeven wedstrijden met de nationale ploeg en scoorde hierbij vijf doelpunten.

### Privé
Pierre werd geboren als Pierre Joseph De Mol omdat zen ouders nog niet getrouwd waren.Op 21 september 1881 trouwden zijn ouders en werd de familienaam van moeder naar vader overgezet.